# Погляд (газета)
Погляд (газета) — обласна україномовна щотижнева суспільно-політична газета з універсальною тематикою, яка розповсюджується у місті Чернівці та Чернівецькій області. Редакція газети розміщена у Чернівцях. Виходить з 2003 року. День виходу — четвер. Редактор — Володимир Бобер. Головний редактор — Сергій Ключук.

## Історія
Газета «Погляд» бере свій початок від 2003 року[джерело?]. Спочатку була додатком до рекламної газети «Від і до» (тираж 20+5 тис., виходила двічі на тиждень). Пізніше — окреме видання, одна з інформаційних платформ видавничого дому «Від і до», який функціонує на Буковині з 1998 року[джерело?].
На початку своєї історії колектив редакції газети складався лише з трьох журналістів та згодом розрісся до 10 творчих працівників[джерело?].
Відповідно де тематики було створено відділи газети: відділ економіки та питань розвитку регіону, відділ політики та права, відділ медицини, культури, популярних тем, відділ транспорту та ЖКГ, соціальних питань та захисту прав споживачів.
Упродовж років змінювалась як періодичність виходу друкованого видання, так і кількість шпальт газети. Станом на 1 лютого 2018 року газета друкується на 20 сторінках, формату — А3.
Щотижня з основним випуском газети читачі отримують додаток — програму телебачення на 16 сторінках[джерело?].

## Географія поширення та тираж
Станом на початок 2018 року тираж газети «Погляд» становив близько 10 тисяч примірників. Переважна частина тиражу — це передплата, решта — поширення газети через роздрібну торгівлю. Видання розповсюджується читачам міста Чернівці, сільських районів Чернівецької області та прилеглих територій сусідніх областей.

## Популярність і якість
У професійному моніторингу місцевих друкованих та електронних ЗМІ, який здійснює Інститут демократії імені Пилипа Орлика, за підсумками серпня 2017 року газету «Погляд» визнано другим найкращим виданням Чернівців за дотриманням журналістських стандартів.
Згідно з дослідженням Інституту, за вибіркою за серпень і листопад 2017 у газеті не було зафіксовано жодної статті з ознакою замовности.
За опитуванням 2018 року «Погляд» був другим найпопулярнішим друкованим ЗМІ Чернівців.